# Cantón de Saint-James
El cantón de Saint-James era una división administrativa francesa, que estaba situada en el departamento de Mancha y la región de Baja Normandía.

## Composición
El cantón estaba formado por doce comunas:
- Argouges
- Carnet
- Hamelin
- La Croix-Avranchin
- Montanel
- Montjoie-Saint-Martin
- Saint-Aubin-de-Terregatte
- Saint-James
- Saint-Laurent-de-Terregatte
- Saint-Senier-de-Beuvron
- Vergoncey
- Villiers-le-Pré

## Supresión del cantón de Saint-James
En aplicación del Decreto nº 2014-246 de 25 de febrero de 2014, el cantón de Saint-James fue suprimido el 22 de marzo de 2015 y sus 12 comunas pasaron a formar parte del nuevo cantón de Saint-Hilaire-sur-Harcouët.